# 蒙古第八次入侵高丽
蒙古第八次入侵高丽，元宪宗蒙哥七年（1257年）五月至九月，蒙古帝国第八次进攻高丽王朝的作战。
蒙古第七次入侵高丽之后，高丽高宗四十四年（1257年）五月，派起居注金守剛、郞將秦世基前往蒙古。蒙古兵三十餘騎渡清川江。東真兵三千餘騎入登州。蒙古兵入泰州，殺副使崔濟，州人多被害。六月，蒙古入開京。蒙古兵至稷山、西京。七月，車羅大表示高丽国王如果离开江华岛来亲自面见，自己回兵，再令王子入朝，就永無後患，宰樞等請派王子講和於蒙古，高宗不聽。蒙兵攻陷神威島，孟州守胡壽被害。九月，金守剛从蒙古回到高丽，懇请蒙古回軍，蒙哥同意。随后，蒙古第九次入侵高丽，高丽彻底臣服蒙古。